# Wrocław Towarowy
Wrocław Towarowy – dawna wąskotorowa stacja kolejowa we Wrocławiu, w dzielnicy Karłowice, w województwie dolnośląskim, w Polsce. Została otwarta w 1898 roku jako stacja towarowo-przeładunkowa. Mieściły się na niej magazyny, budynki i warsztaty parowozów. W 1950 roku otrzymała nazwę Wrocław Wąskotorowy i została otwarta dla ruchu pasażerskiego. Związane to było ze skróceniem linii kolejowej i zamknięciem dworca Wrocław Wąskotorowy. Stacja zamknięta została w 1967 roku. Obecnie w budynku parowozowni mieści się zakład poligraficzny.